# Song Yeong
Song Yeong (hangeul : 송영), né le 15 mars 1940 à Yeonggwang dans la province du Jeollanam-do et mort le 14 octobre 2016, est un écrivain sud-coréen. 

## Biographie
Song Yeong est né le 15 mars 1940 à Yeonggwang dans la province du Jeollanam-do. Il a obtenu un diplôme en littérature allemande à l'université Hankuk des études étrangères. Après avoir obtenu son diplôme en 1963, il a occupé un poste d'enseignant. Ses débuts littéraire datent de 1967 avec la publication de Combats de coqs (Tugye) dans la revue Création et critique (Changjakgwa bipyeong). Son nom de plume est Mokdang.
En 1987, il remporte Prix de littérature contemporaine (Hyundae Munhak).

## Œuvre
L'Institut coréen de traduction littéraire (LTI of Korea) présente son œuvre de la manière suivante : 
Les récits de Song Yeong se déroulent le plus souvent dans des contextes inhabituels avec des personnages hors-norme. Ses récits Le Maître et le prince héritier (Seonsaenggwa hwangtaeja) et Le jour où mon amour vient (Nimkkeseo osineun nal) se déroulent dans une prison, alors que son récit Un train sur la voie centrale (Jungangseon gicha) raconte divers événements qui surviennent dans un train bondé. Pour l'auteur, ces espaces offrent des microcosmes inattendus au sein d'une société en constante évolution ; l'auteur y observe, le plus souvent avec détachement et ironie, la violence ordinaire dont le gens peuvent faire preuve. Il tend ici à soulever des questions sur la vie en collectivité dans la modernité. Ces questions conduisent à une critique des diverses formes d'autorité qui entravent le sens commun et les libertés individuelles. Ainsi, ses personnages restent en dehors du réseau de relations qui fixent les identités sociales des individus. Combats de coqs (Tugye, 1967) met en scène un protagoniste masculin qui reste enfermé dans son propre monde et dont la perception de la réalité extérieure est biaisée à l'extrême. Cette angoisse existentielle marque également l'attitude du personnage principal envers le monde extérieur dans son récit Sur les marches d'escalier (Gyedaneseo).

## Publications

### Romans
- 땅콩껍질 속의 연가 Chanson d'amour dans une cosse la coquille de cacahouète (1977)
- 달리는 황제 L'empereur qui court (1978)
- 그대 눈뜨리 Quand vous ouvrirez les yeux (1979)
- 나의 신부에게 Pour ma femme (1987)

### Histoires courtes
- 선생과 황태자 Le maître et le prince héritier (1974)
- 저녁 공원에서 Au soir dans le parc (1974)
- 비탈길 저 끝방 La chambre au bout de la pente (1989)